# Tupinambové
Tupinambové (Tupinambá, vlastní jméno Tubüb abá „Děti prvotních rodičů“) byli etnická skupina jihoamerických Indiánů, obývající okrajovou oblast velké Amazonie. Hovořili jazykem patřícím k tupíjské jazykové rodině. Žili v pobřežních oblastech Brazílie přibližně od ústí Amazonky po dnešní Rio de Janeiro. V 16. století jejich počet dosahoval asi 40.000 lidí, ale brzy podlehli tlaku bělochů. Dílem vymřeli na zavlečené nemoci (spalničky, chřipka, neštovice), dílem byli asimilováni. V současné době je tento kmen i jejich jazyk vymřelý.

## Způsob života
Jejich způsob života zachytili ještě v 16. století někteří cestovatelé – Francouz Jean de Léry a zejména německý námořník Hans Staden, který dokonce prožil devět měsíců v jejich zajetí. Jejich cestopisy jsou nejlepšími prameny k poznání jejich kultury.

### Strava a zemědělství
Tupinambové byli především zemědělci, sběrači a lovci, jejich způsob života byl obdobný současným domorodým kmenům v Amazonii. Pěstovali především bavlník, arašídy, tabák, batáty a topinambury, které podle Tupinambů dostaly dokonce své jméno. Chovali různé druhy ptáků pro maso i pro peří – papoušky, kachnu pižmovou a další. Lovili jeleny, opice, želvy a ryby, zpravidla luky a šípy.

### Obydlí
Jejich vesnice byly tvořeny společnými domy z palmových listů, zvanými maloka. Uvnitř se přespávalo v zavěšených hamakách. Vesnice byly chráněny palisádami a přístupové cesty k nim byly chráněné pastmi. Oblíbené byly zejména ostré bambusové třísky, nastražené pod listy tak, aby probodly chodidla případných útočníků.

### Umění a řemesla

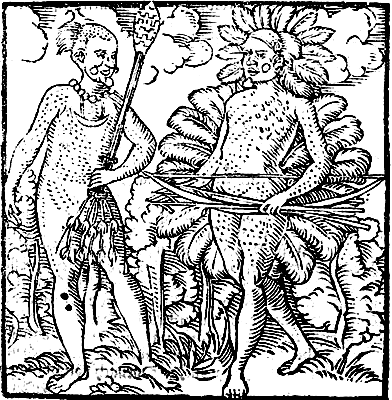
Tupinambové s tradičními ozdobami. Muž vlevo drží v ruce palici na zabíjení obětí. Dřevoryt z cestopisu Hanse Stadena

Tupinambové vynikli v umění zpracování ptačího peří, z něhož zhotovovali čelenky, ozdoby i celé pláště. Peří živých ptáků uměli i přebarvovat technikou zvanou tapiragé. Při ní vytrhali chyceným ptákům (hlavně amazoňanům) jejich zelená pera a ranky po nich potírali zředěným jedem (nebo krví) žáby pralesničky barvířské (Dendrobates tinctorius). Ptákům po této operaci postupně narostlo nové, oranžové či červené peří. Uměli mistrovsky zpracovávat dřevo, z něhož zhotovovali zbraně, nádoby i lodě. Z velkých kmenů pralesních stromů zhotovovali dlabané pirogy dlouhé až 60 m. Ty byly vhodné i k plavbě po moři. Ovládali také tkaní bavlněných látek a výrobu keramiky.

### Oděv
Oděv Tupinambů byl poměrně jednoduchý. Muži i ženy nosili bederní pásy nebo tuniky z bavlněné látky, při obřadech i pláště a čelenky z ptačího peří. Bojovníci a šamani se při obřadech někdy potírali lepkavou pryskyřicí a celé tělo si posypávali drobnými pírky. Především muži se zdobili rovněž tetováním a v propíchnutých tvářích i dolních rtech nosili ozdoby z kamínků či lesklých mušlí. Ženy nosily dlouhé vlasy s ofinou, muži si však vyholovali tonzuru nebo i celou hlavu, až na hřeben v týle, podobně jako severoameričtí Irokézové.

## Náboženství

Kanibalská hostina podle rytiny ve Stadenově cestopisu, 1557.

Jejich náboženstvím byl šamanismus. Šamani pajé při obřadech kouřili tabák a tančili v rytmu velkých řehtaček maraká. Uctívali mnoho duchů, z nichž nejvýznamnější byl nebeský duch hromu Tupá a pralesní duch – ochránce zvěře Kurupirá s chodidly obrácenými dozadu. Tyto i další postavy z jejich mytologie přešly do soudobého brazilského folklóru. Zajímavý byl způsob pohřbívání. Mrtvé ukládali do velkých uren zvaných igacabá, které přiklopili víkem a poté pohřbili do země. S jejich náboženstvím byly spojeny lidské oběti a rituální kanibalismus.

### Kanibalismus
Tupinambové byli velmi bojovní a ve válkách se sousedními kmeny získávali zajatce. Ti byli podle očitých svědků, kterým byl i Hans Staden, vykrmováni a posléze slavnostně obětováni duchům. Muž, který zajatce získal, ho při obětování usmrtil ozdobným kyjem a měl právo sníst jeho maso. Cenné maso z nohou, paží a zad se peklo na roštu, vnitřnosti a ostatní maso se vařilo ve velkých keramických nádobách spolu se šťávou z manioku, až vznikla polévka zvaná mingau. Kanibalismus souvisel i se sympatetickou magií – Tupinambové byli přesvědčeni, že na sebe mohou požitím částí zajatcova těla přenést jeho vlastnosti, zejména odvahu, sílu, dobrý zrak apod.

## Jazyk
Jazyk Tupinambů patřil k tupíjské jazykové rodině a nazýval se ňeengatu (dobrý jazyk). Misionáři jejich jazyk později používali při christianizaci ostatních amazonských indiánů, proto se stal v 18. století jako tzv. lingua geral obecným komunikačním jazykem ve velké části dnešní Brazílie. Protože se Tupinambové setkali s bělochy jako první z amazonských indiánů, mnoho jejich slov přešlo do světových jazyků. Například názvy kulturních plodin: maniok, kešu, petunie, ananas, anona, genipapo, některých živočichů: tukan, tapír, jaguár, jaguarundi, uakari, aguti, ara arakanga, ara ararauna, jabiru, piraňa, seriema, teju nebo musurana, ale i místní názvy: Xingú, Tocantins, Iguaçu, Marajó a některá další.

## V literatuře
Především svým kanibalismem zaujali Tupinambové ve své době i evropské spisovatele. V době 16.–17. století se stali jakýmsi prototypem „divocha“. Jejich obětní obřad včetně usmrcení zajatce ozdobenou palicí převzal i Daniel Defoe do svého světoznámého románu Robinson Crusoe. Robinsonův ostrov se však ve skutečnosti nenacházel na území obývaném Tupinamby. O Tupinambech psal i francouzský filosof Michel de Montaigne ve své eseji o Kannibalech. Montaigne se osobně setkal s několika Tupinamby dovezenými do Francie. Později, v době Osvícenství, Montaignovy myšlenky rozvedli další filosofové, hlavně Jean Jacques Rousseau do ideálu vznešeného divocha. Jejich jméno vybral Carl von Linné pro jihoamerického ještěra teju pruhovaného (Tupinambis teguixin) a do mezinárodního slovníku se dostalo také v souvislosti se zeleninou topinambury.